# Острогорський сільський округ
Острого́рський сільський округ (каз. Острогорск ауылдық округі, рос. Острогорский сельский округ) — адміністративна одиниця у складі Астраханського району Акмолинської області Казахстану. Адміністративний центр — село Новий Колутон.
Населення — 624 особи (2021; 940 у 2009, 1136 у 1999, 1711 у 1989).
Станом на 1989 рік існувала Острогорська сільська рада (села Вишневка, Новий Колутон) у складі Макінського району. 1993 року вона утворила Острогорський сільський округ, до складу якого також увійшло село Ягодне колишньої Жарсуатської сільської ради. Пізніше це село було передано до складу Жалтирського сільського округу.

## Склад
До складу округу входять такі населені пункти:
| Населений пункт     | Колишні назви | Населення, осіб (1989) | Населення, осіб (1999) | Населення, осіб (2009) | Населення, осіб (2021) |
| ------------------- | ------------- | ---------------------- | ---------------------- | ---------------------- | ---------------------- |
| Караколь, село      | Вишневка      | 413                    | 240                    | 231                    | 170                    |
| Новий Колутон, село | -             | 1298                   | 896                    | 709                    | 454                    |